# 小䄂之手
小䄂之手（日语：／）是日本傳說中的付喪神。小䄂為和服的一種。

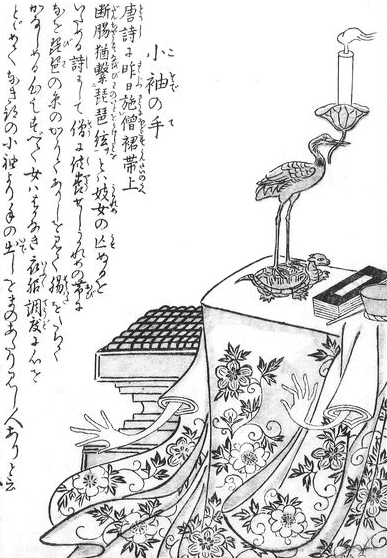
鳥山石燕「今昔百鬼拾遺」的「小袖之手」

## 概要
韋莊「悼楊氏妓琴弦」曰：「魂歸寥廓魄歸煙，只住人間十八年。昨日施僧裙帶上，斷腸猶系琵琶弦。」。有名楊氏妓女死後，衣服上還纏著琵琶弦。
有妓女死后，有人拿了件她生前所穿的和服到寺里供奉，結果有手從和服伸出來。江戶時代吉原游廓有人諷刺說是因為妓女過著悲慘的生活，只為了賺錢直到死去，手伸來是為了乞錢。

## 類似的故事
民俗學者藤澤衛彥《妖怪畫談全集·日本篇·上》中，有篇名為《怨念籠罩的小袖之怪》。
慶長年間，七左衛門買了件和服給他女兒。不久後他女兒病了，七左衛門見到女性幽靈穿著和他女兒一樣的和服。七左衛門覺得此和服不詳。之後看到袖口伸出了一隻手，並發現和服上有多次縫補的痕跡。七左衛門認為是武家侍女的和服，把它放在寺里供奉，之後女兒康復了。